# ميم
الميم "م" هو الحرف الرابع والعشرون من حروف الهجاء العربية، وهو مجهور متوسطة، ومخرجه من بين الشفتين، وهو أنقى إذ تسرب الهواء معه من الأنف، وقيمته (40) حسب نظام حساب الجمل.

## من بعض الأسماء التي تبدأ بالحرف (م)

### الإناث
- مارية
- مرام
- مروة
- مريام
- مريم
- منار
- منتهى
- منى
- منيرة
- مها
- مودة
- ميساء
- ملك

### الذكور
- ماجد
- مالك
- محسن
- مرتضى
- محمد
- مهدي
- مصطفى
- ميار
- معتز
- مسلم
- مؤمن
- محمود
- مختار
- مهند
- مازن
- مسعود
- موسى
- منتصر
- معتصم
- منذر
- مراد

ويعتبر الحرف (م)أحد أكثر الحروف الموجودة بالأسماء.

## اختصارات لحرف الميم
- مهندس: يستخدم حرف الميم اختصارًا لكلمة مهندس.
- المتر: يستخدم حرف الميم اختصارًا لوحدة قياس الطول.
- ميلادي: يستخدم حرف الميم أيضا اختصارًا للسنة الميلادية.
- درجة مئوية: والتي صارت تدعى سيلسيوس بعد إعادة تسميتها رسميا.

## طريقة كتابتها
| بداية الكلمة | وسط الكلمة | آخر الكلمة |
| ------------ | ---------- | ---------- |
| مـ           | ـمـ        | ـم         |

## الحرف بلغات البرمجة
| Your Browser      | م                 |
| Index             | U+0645 (1605)     |
| Class             | Other Letter (Lo) |
| Block             | Arabic            |
| Java Escape       | "\u0645"          |
| Javascript Escape | "\u0645"          |
| Python Escape     | u'\u0645'         |
| HTML Escapes      | &#1605; &#x0645;  |
| URL Encoded       | q=%D9%85          |
| UTF8              | d9 85             |
| UTF16             | 0645              |